# ヒドロキシキノール
ヒドロキシキノール（hydroxyquinol）は、ベンゼントリオールの一つ。Bradyrhizobium japonicumによるカテキンの分解により生成する。ヒドロキシキノール-1,2-ジオキシゲナーゼにより3-ヒドロキシ-cis,cis-ムコン酸に酸化される。